# Martin Nicholas Lohmuller
Martin Nicholas Lohmuller (* 21. August 1919 in Philadelphia; † 24. Januar 2017 in Meadowbrook, Montgomery County, Pennsylvania) war ein US-amerikanischer römisch-katholischer Geistlicher und Weihbischof in Philadelphia.

## Leben
Martin Nicholas Lohmuller wurde als Nachkomme deutscher Einwanderer geboren und trat nach dem Abschluss der katholischen Highschool im Nordosten Philadelphias in das Priesterseminar St. Charles Borromeo  ein. Am 3. Juni 1944 empfing er durch Weihbischof Hugh Louis Lamb das Sakrament der Priesterweihe für das Erzbistum Philadelphia.
Nach der Priesterweihe erwarb er an der Katholischen Universität von Amerika einen Abschluss in Kanonischem Recht und wurde anschließend für eine kirchenrechtliche Tätigkeit im Bistum Harrisburg freigestellt. In dieser Zeit wirkte er maßgeblich an der Gründung der 1953 errichteten Pennsylvania Catholic Conference mit, die den Dialog zwischen der Kirche und dem Staat Pennsylvania fördern sollte. Am 18. Mai 1959 verlieh ihm Papst Johannes XXIII. den Ehrentitel eines Päpstlichen Ehrenprälaten.
Am 12. Februar 1970 ernannte ihn Papst Paul VI. zum Weihbischof in Philadelphia und Titularbischof von Ramsbiria. Der Erzbischof von Philadelphia, John Joseph Kardinal Krol, spendete ihm am 2. April desselben Jahres die Bischofsweihe; Mitkonsekratoren waren die Weihbischöfe Gerald Vincent McDevitt und John Joseph Graham.
Kardinal Krol übertrug ihm die Leitung bei der Planung und Errichtung des diözesanen Pastoralzentrums, das auch die erzbischöfliche Verwaltung aufnahm. Lohmuller war entscheidend an der Organisation des Eucharistischen Weltkongresses im Jahr 1976 in Philadelphia und des Papstbesuchs von Johannes Paul II. in Philadelphia beteiligt.
Am 11. Oktober 1994 nahm Papst Johannes Paul II. seinen altersbedingten Rücktritt an. Nachdem er auch im Ruhestand bischöfliche Funktionen ausgeübt und vielfach Firmungen gespendet hatte, verbrachte er seine letzten Lebensjahre in Jamison im Bucks County.